# Kupé

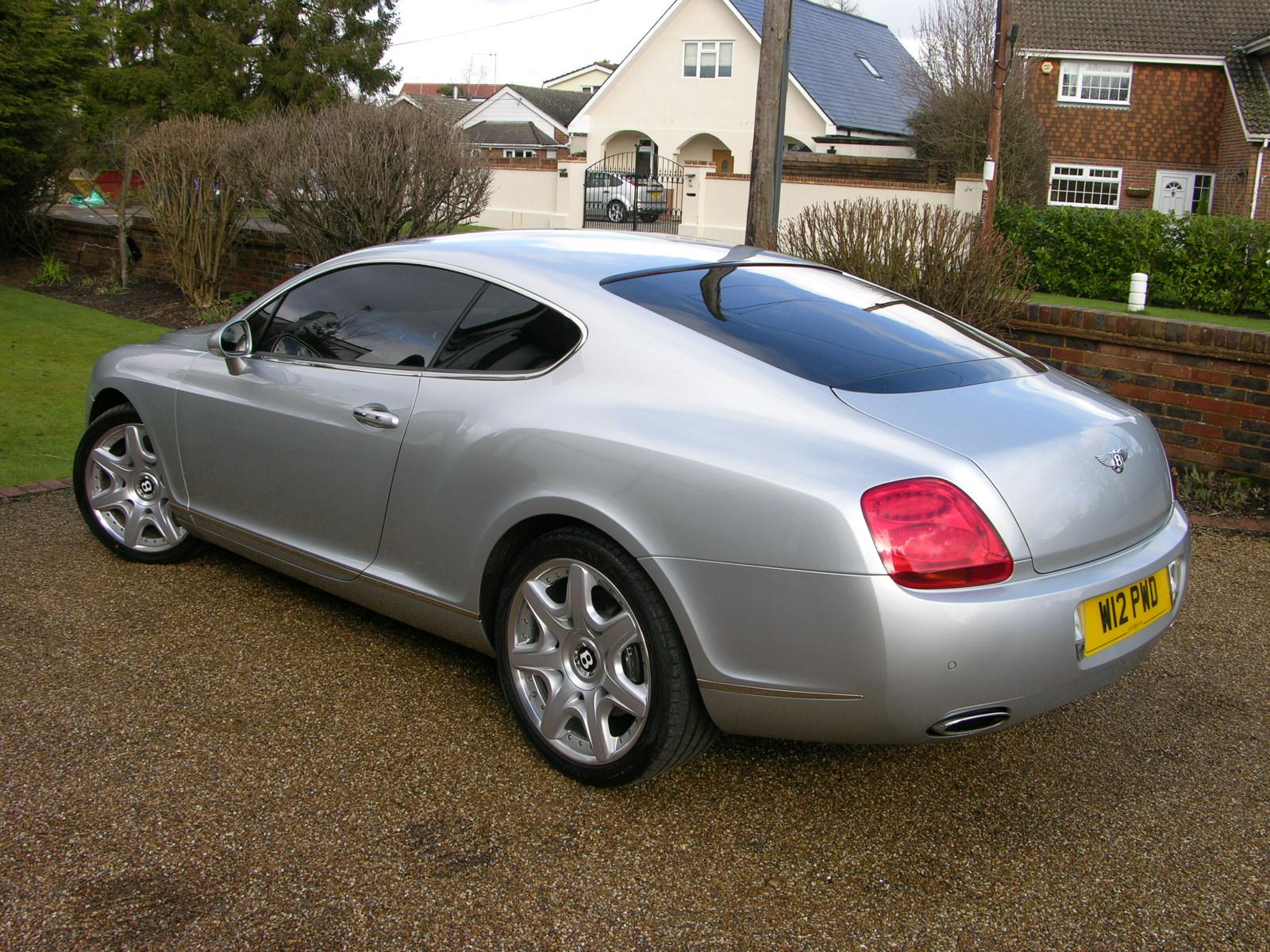
Bentley Continental GT Coupé

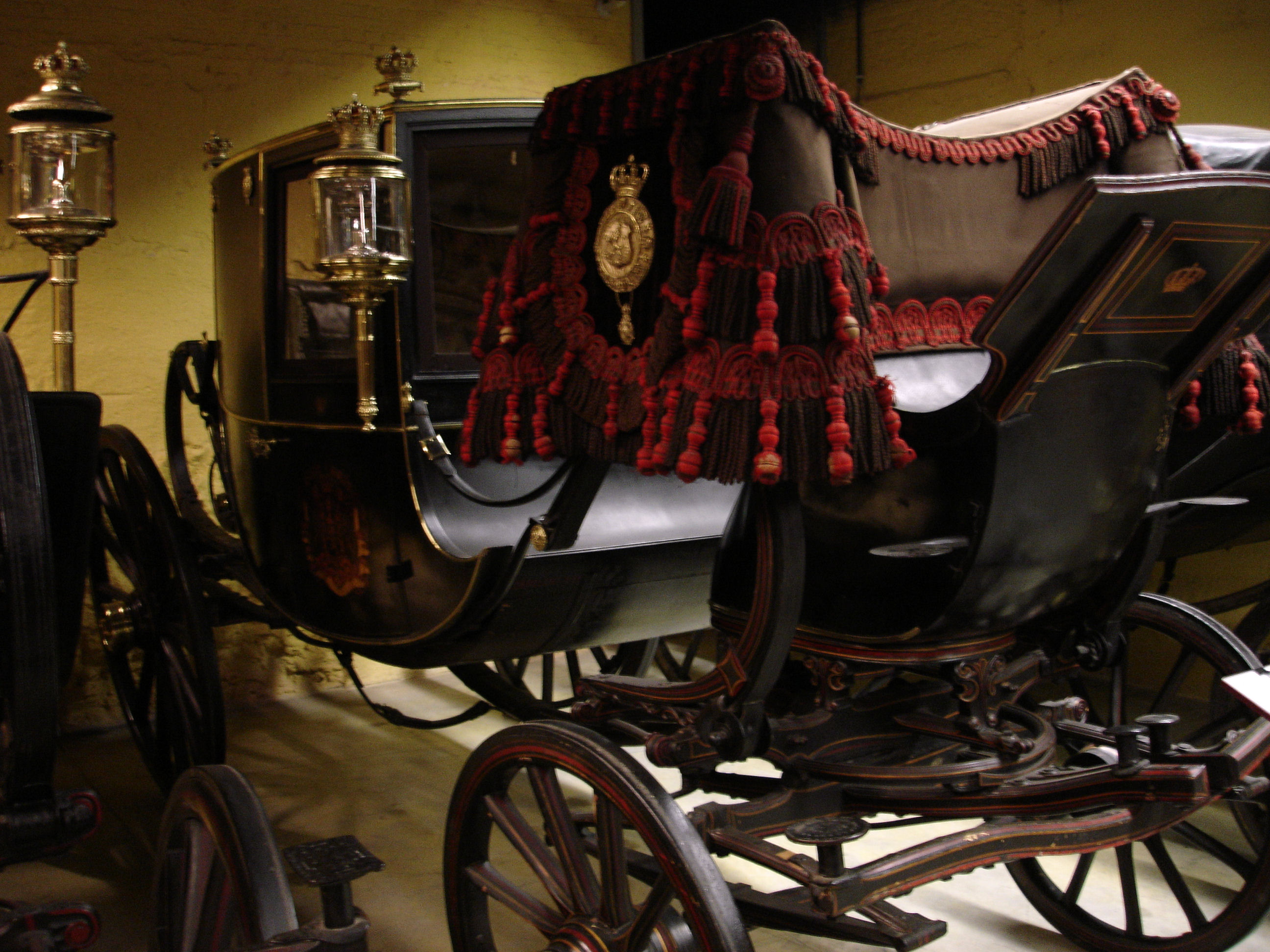
Kupé Leopolda II.

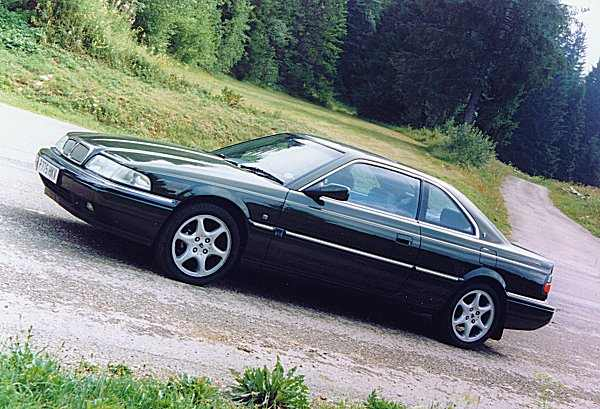
1997 Rover 800 Coupé

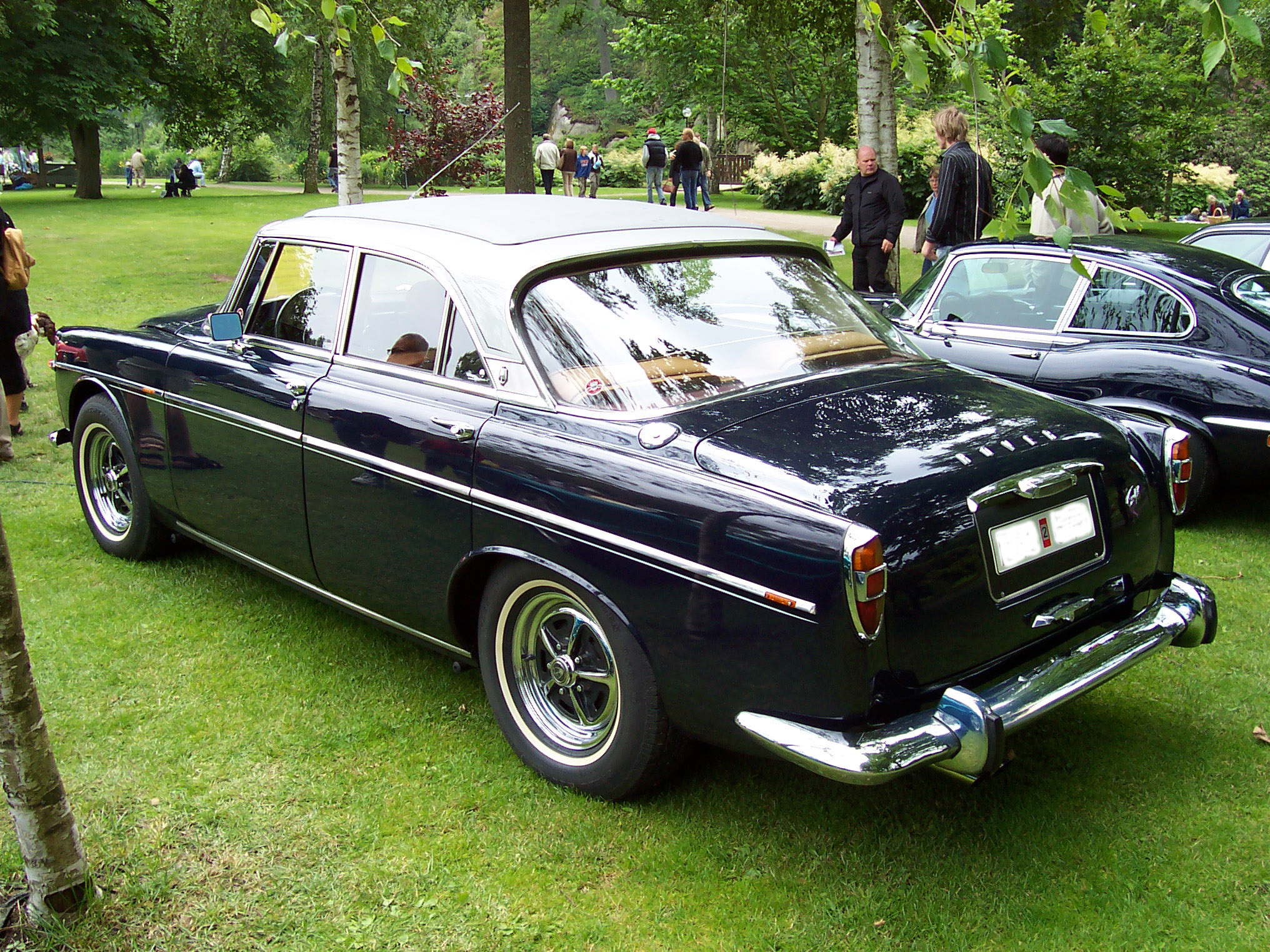
Rover P5 Coupé, tradiční čtyřdveřové kupé

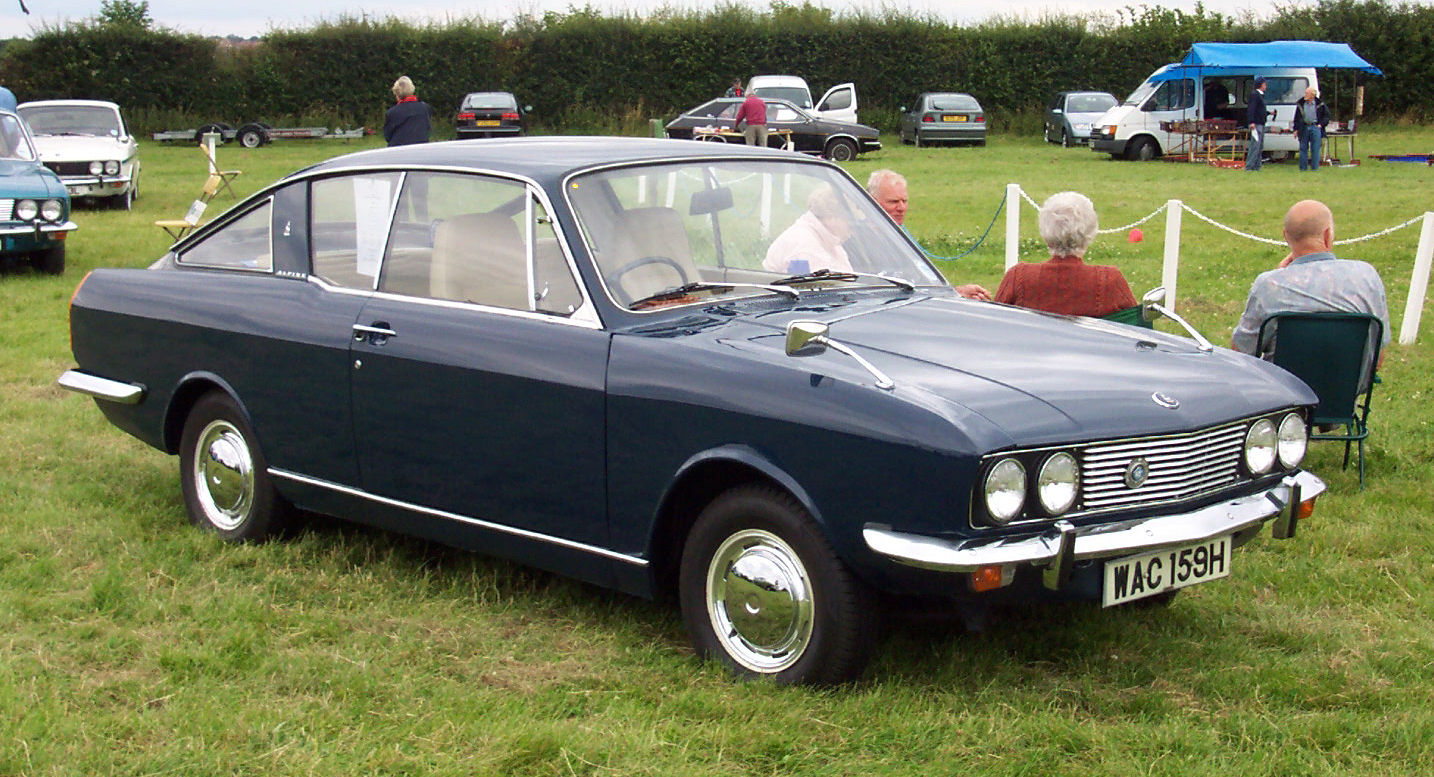
Sunbeam Alpine

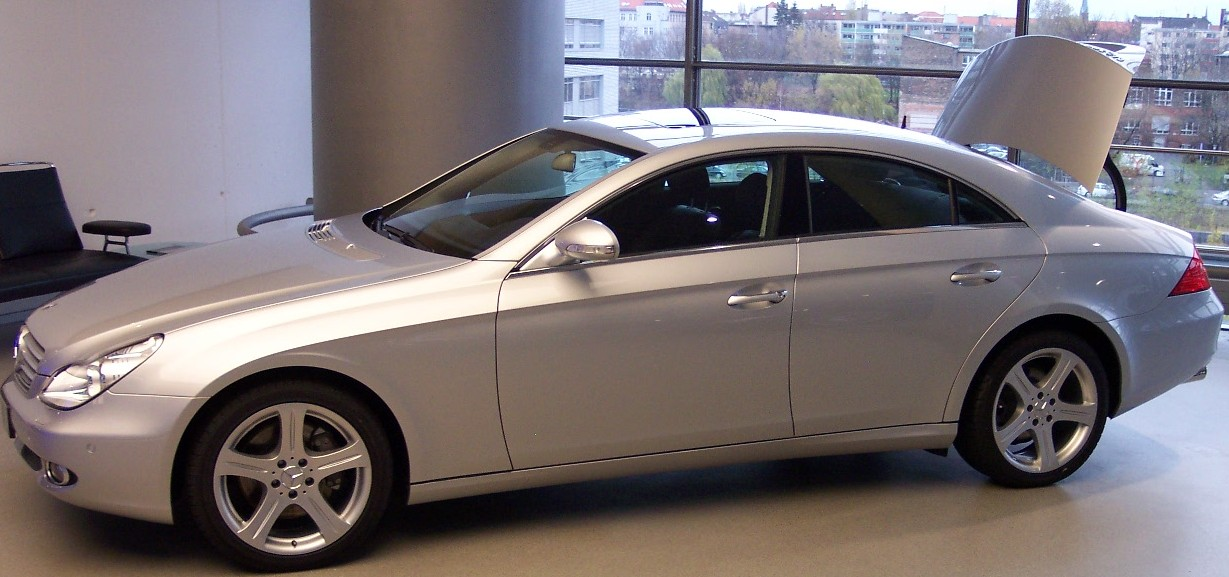
Mercedes CLS, moderní čtyřdveřové kupé

Automobilové sloupky karoserií:
• sedan
• kupé
• kombi

Kupé (francouzsky Coupé) jsou vozy se sešikmenou zadní střechou a dvojími nebo čtvermi dveřmi. Termín je odvozen z minulého příčestí slovesa couper ve významu uříznutý, ustřižený, useknutý. Automobily jsou většinou sportovního charakteru s uzavřenou dvoumístnou karoserií. Setkáme se však i s vozy, které mají dvě řady (zadní sedadla jsou menší a poskytují nižší komfort cestování, vyhovující ovšem plně malým dětem).
Před nástupem motorizovaných vozidel označovalo slovo kupé přední část kontinentálního dostavníku.

## Historie
V 19. století se kupé nazýval uzavřený kočár tažený koňmi, s jediným sedadlem pro dva cestující (bez předních sedadel směřujících proti směru jízdy). Toto sedadlo bylo za řidičem, který seděl venku (viz obrázek královského kočáru vpravo). Landaulet je kupé se skládací střechou.
V padesátých letech 20. století se automobilům s odnímatelnou střechou někdy říkalo ‚convertible coupés‘, ale od šedesátých let se termín coupé začal obecně používat pro modely s pevnou střechou. Kupé mají většinou (ale ne vždy) dvoje dveře.
Organizace Society of Automotive Engineers (SAE) rozlišuje kupé od sedanu hlavně podle objemu interiéru; SAE definuje kupé jako automobil s pevnou střechou se zadní částí interiéru menší než 0,93 m³. Vůz s větším interiérem už není kupé, ale dvoudveřový sedan. Podle toho nejsou vozy GT Chevrolet Monte Carlo, Ferrari 612 Scaglietti a Mercedes-Benz CL-Class kupé, ale dvoudveřové sedany. Stejně tak kupé vytvořená ze sedanů zmenšením počtu dveří bez snížení střechy nebo jejího sklonu.
Jiným členěním se opravdová kupé od dvoudveřových sedanů liší chybějícím B sloupkem (viz obrázek níže), který podpírá střechu. Sedany mají A sloupek víc vepředu a B sloupek uprostřed, největší podpora střechy sloupek C je vzadu. Kupé se všemi okny staženými od sloupku A ke sloupku C působí jakoby "bez oken".
Během dvacátého století se termín kupé začal používat ve vztahu k jiným automobilům. Karoserie kupé se dvěma řadami sedadel se kvůli snazšímu připoutání dětí na dětské sedačky, zvyšující jejich pasivní bezpečnost, více konstruují se čtyřmi dveřmi.

## Vlastní názvy
Někteří výrobci používají termín kupé ve spojení:
Club coupé
kupé s většími zadními sedadly, které by se dnes nazvalo dvoudveřový sedan.
Business coupé
kupé bez zadních sedadel.
Opéra coupé
kupé se zadními sedadly po stranách.
Sports coupé nebo berlinettajedinečný model se svažující se střechou, někdy se svažuje stupňovitě, tomu se potom říká fastback.
Combi coupétyp podobný SAABu v kombinaci s kupé s velkým ložným prostorem.
Sport Utility CoupéSUV se dvojími dveřmi a zkráceným rozvorem.
Sport Activity CoupéSUV se čtyřmi dveřmi a svažující se střechou.